# District de Kamiina
Le district de Kamiina (上伊那郡, Kamiina-gun) est un district de la préfecture de Nagano au Japon, doté d'une superficie de 514,55 km2.

## Municipalités
- Iijima
- Minamiminowa
- Minowa
- Miyada
- Nakagawa
- Tatsuno